# Motorový vůz M 120.3
Motorové vozy řady M 120.3 byly vyrobeny v letech 1928–1930 pro Československé státní dráhy. Z celkového počtu 27 vozů vyprodukovala 26 kusů vagónka Tatra v Kopřivnici, 27. vůz vyrobila vagónka ve Studénce. Kvůli stanovišti strojvedoucího, které bylo umístěno uprostřed vozidla v kabině vyvýšené přibližně o jeden metr nad střechu vozu, se vozům řady M 120.3 přezdívalo „malý věžák“ („malý“ proto, že „věžáky“ dalších řad již byly větší a výkonnější).

## Konstrukce
Jednalo se o dvounápravové motorové vozy lehké konstrukce. Hnací bylo jedno dvojkolí, šestiválcový benzínový motor Tatra se nacházel uprostřed vozu (stál na něm strojvedoucí ve věžové kabině). Převodovka byla mechanická planetová. Nástupní prostor se nacházel uprostřed vozu, v každé bočnici byly umístěny jedny dveře. Uprostřed této části se nacházely schůdky na stanoviště strojvedoucího. Mezi nástupním prostorem a čely vozu byly dva oddíly pro cestující. Čela vozu byla průchodná. Vozy nebyly vybaveny WC.

## Vývoj, výroba a provoz
Řada M 120.3 byla první řadou osobních motorových vozů s věžovou kabinou strojvedoucího. Poprvé bylo toto řešení uplatněno u nákladních vozů řady M 140.1, díky úspěchu této konstrukce bylo věžové stanoviště aplikováno i na osobní motorové vozy. Výroba probíhala mezi lety 1928 a 1930 v Kopřivnické vozovce (26 vozů), jeden vůz byl v roce 1930 ve vagónce Studénka. Na produkci řady M 120.3 navázala v roce 1930 výroba větších a výkonnějších „věžáků“ řady M 120.4.
Vozy řady M 120.3 se v provozu celkem osvědčily, problémem ale byla jejich malá hmotnost a nízký výkon. V roce 1938 bylo při odstoupení pohraničí předáno 13 vozů Německým říšským dráhám (Deutsche Reichsbahn). Řada M 120.3 vydržela v provozu do roku 1949, kdy byl vyřazen poslední vůz této řady.
Do dnešních dnů se dochovala zřejmě pouze skříň vozu M 120.324, která se dlouhodobě nacházela v železniční stanici Skalsko, kde byla využívána jako zázemí traťmistra. V roce 2020 vůz zakoupila soukromá osoba, která jej odtud nechala vyzvednout. Majitel plánuje rekonstrukci vozu do vystavovatelného stavu.